# Gmina Bled
Gmina Bled (słoweń.: Občina Bled) – gmina w Słowenii. W 2002 roku liczyła 10900 mieszkańców.

## Miejscowości
Miejscowości wchodzące w skład gminy Bled:
- Bled – siedziba gminy
- Bodešče
- Bohinjska Bela
- Koritno
- Kupljenik
- Obrne
- Ribno
- Selo pri Bledu
- Slamniki
- Zasip